# Вілсонвілл (Небраска)
Вілсонвілл (англ. Wilsonville) — селище (англ. village) в США, в окрузі Фернас штату Небраска. Населення — 75 осіб (2020).

## Географія
Вілсонвілл розташований за координатами 40°6′43″ пн. ш. 100°6′24″ зх. д. / 40.11194° пн. ш. 100.10667° зх. д. (40.111900, -100.106678).  За даними Бюро перепису населення США в 2010 році селище мало площу 0,69 км², уся площа — суходіл.

## Демографія
Згідно з переписом 2010 року, у селищі мешкали 93 особи в 45 домогосподарствах у складі 31 родини. Густота населення становила 134 особи/км².  Було 83 помешкання (120/км²).
Расовий склад населення:
| - 96,8 % — білих - 1,1 % — корінних американців - 1,1 % — азіатів |

До двох чи більше рас належало 1,1 %. Частка іспаномовних становила 2,2 % від усіх жителів.
За віковим діапазоном населення розподілялося таким чином: 17,2 % — особи молодші 18 років, 59,1 % — особи у віці 18—64 років, 23,7 % — особи у віці 65 років та старші. Медіана віку мешканця становила 54,1 року. На 100 осіб жіночої статі у селищі припадало 102,2 чоловіків;  на 100 жінок у віці від 18 років та старших — 108,1 чоловіків також старших 18 років.
Середній дохід на одне домашнє господарство  становив 50 357 доларів США (медіана — 48 125), а середній дохід на одну сім'ю — 51 800 доларів (медіана — 41 250). За межею бідності перебувало 12,8 % осіб, у тому числі 40,0 % дітей у віці до 18 років та 0,0 % осіб у віці 65 років та старших.
Цивільне працевлаштоване населення становило 56 осіб. Основні галузі зайнятості: освіта, охорона здоров'я та соціальна допомога — 35,7 %, транспорт — 19,6 %, сільське господарство, лісництво, риболовля — 16,1 %.